# Villa Corsini (Albano)
Villa Corsini è sita presso la città di Albano Laziale. Fu edificata alla metà del XVIII secolo lungo la via Appia verso Ariccia dalla famiglia Corsini.
La villa è situata nelle vicinanze di Palazzo Ferraioli, oggi Museo Albano, lungo il Borgo Garibaldi. La villa ha due entrate: una da Corso Garibaldi al numero civico 32, l'altra da Via Trilussa (generalmente tenuta chiusa). Dell'antico ingresso della villa, oggi rimangono i pilastri, dove appare subito la facciata del palazzo della villa Corsini. Attraversando un vasto androne si accede ai piani e al giardino dove lo sguardo spazia su tutta la vallata.

## Storia
Villa Corsini fu edificata nel 1736 sui disegni del Fuga dalla famiglia Corsini. Nel 1817 la villa venne acquistata dalla famiglia Borbone, che la ampliò e restaurò. 
Nel 1844 il Giorni la indicò con il nome di"Locanda reale" per via del gran numero di nomi illustri che ha ospitato: tra gli altri Maria Luisa di Borbone-Spagna, Carlo IV di Spagna, Carlo Emanuele IV di Savoia e Giuseppe Garibaldi. Il Gasparoni nel suo volume pubblicato nel 1845 la nominò invece come "Locanda Giorni". Dopo il 1844 venne acquistata dalla famiglia Feoli.
Oggi è sede della direzione generale della ASL RMH.

## Giardino
Entrando da Corso Garibaldi, attraversato l'ingresso ad arco di Villa Corsini, si accede ad un piazzale da cui ha inizio il giardino vero e proprio che si articola su tre piani, collegati fra loro da scalinate in marmo. Il giardino una volta risultava essere molto scenografico con diverse fontane e statue, ma attualmente verte in uno stato di sostanziale incuria.